# Brooklin (Maine)
Brooklin es un pueblo (en inglés, town) ubicado en el condado de Hancock, Maine, Estados Unidos. Según el censo de 2020, tiene una población de 827 habitantes.

## Historia
Brooklin se separó de Sedgwick y formó su propio pueblo en 1849. Tomo su nombre en referencia al arroyo que lo separada de la otra ciudad.

## Geografía
El municipio está ubicado en las coordenadas 44°15′30″N 68°32′47″O / 44.25833, -68.54639. Según la Oficina del Censo de los Estados Unidos, tiene una superficie total de 106.66 km², de la cual 46.42 km² son tierra y (56.48%) 60.24 km² son agua.

## Demografía
Según el censo de 2020, hay 827 personas residiendo en la zona. La densidad de población es de 17,8 hab./km². El 96.25% de los habitantes son blancos, el 0.60% son afroamericanos, el 0.24% son amerindios, el 0.85% son asiáticos, el 0.24% son de otras razas y el 1.81% son de una mezcla de razas. Del total de la población, el 1.45% son hispanos o latinos de cualquier raza.

## Gobierno
El municipio está gobernado por una junta (Board of Selectmen) integrada por tres miembros.